# ماریا پتراچینی
ماریا مادالنا پتراچینی فرتی (انگلیسی: Maria Petraccini; ۱ ژانویهٔ ۱۷۵۹ – ۱ ژوئن ۱۷۹۱) یک کالبدشناس، پزشک و استاد آناتومی ایتالیایی بود. او در سال ۱۷۵۹ در فلورانس، توسکانی متولد شد و در سال ۱۷۹۱ در بانیاکاوالو، راونا درگذشت.

## زندگینامه و زندگی شخصی
پتراچینی در یک خانواده بازرگان در توسکانی متولد شد. او با فرانچسکو فرتی، پزشک و استاد آناتومی ایتالیایی ازدواج کرد. علاقه او به جراحی به دلیل همسرش بود که رئیس بیمارستان بانیاکاوالو بود. پس از آن، پتراچینی توسط همسرش در جراحی آموزش دید، که با انجام عمل بر روی اجساد به او آموزش می‌داد. تکنیک او به حدی دقیق شد که حتی مورد حسادت افراد بالاتر از خود قرار گرفت. او آنقدر خوب بود که در سپتامبر ۱۷۸۸، هیئت پزشکی فلورانس او را شایسته دانشگاه خود دانست، در زمانی که حرفه پزشکی به زنان واگذار نمی‌شد.
در ۱۳ سپتامبر ۱۷۸۸ او به عنوان دانشجوی پزشکی در دانشگاه فلورانس ثبت‌نام کرد. در اینجا او در کلاس‌های لورنزو و آنجلو نانونی شرکت کرد، که پزشکی زایمان را نیز به او آموزش دادند.
پتراچینی و همسرش سپس به فرارا نقل مکان کردند، جایی که او آموزش خود را در «آرسیپداله سانت آنا دی فرارا» ادامه داد، جایی که «در حضور استادان علوم انسانی، مقالات عمومی از دانش عمیق آناتومیک با انجام عمل بر روی اجساد ارائه داد». او در دانشگاه فرارا فارغ‌التحصیل شد و به عضویت هیئت دانشگاه درآمد. او همچنین یک نمایش و سخنرانی در مورد آناتومی در برابر هیئت استادان پزشکی ارائه داد.

## حرفه در پزشکی
ماریا پتراچینی به عنوان استاد آناتومی در دانشگاه فرارا فعالیت می‌کرد. دخترش، زفیرا فرتی، نیز به عنوان استاد در همان رشته در دانشگاه فعالیت داشت. دانشگاه‌های سالرنو و بولونیا مراکز آموزش پزشکی در ایتالیا بودند و به عنوان مکان‌هایی شناخته می‌شدند که بیشتر زنان کالبدشناس و پزشک در آنجا فعال بودند. حرفه پتراچینی و دخترش نشان می‌دهد که فرارا نیز زنان را به عنوان دانشجو و معلم تشویق می‌کرد.
به نظر می‌رسد دختر ماریا، زفیرا فرتی، استعداد مادرش را به ارث برده باشد، زیرا او جراحی را در دانشگاه بولونیا تحصیل کرد و در ماه مه ۱۸۰۰ نیز مدرک پزشکی دریافت کرد. او تحت حکومت ایتالیا منصبی دریافت کرد و برای مدتی در آنکونا به عنوان مدیرکل ماماها در تمام نقاط کشور زندگی کرد.

## آثار مهم و فلسفه
پس از تولد دخترش در سال ۱۷۸۹، پتراچینی کتاب‌هایی دربارهٔ مراقبت از نوزادان و زنان در زایمان منتشر کرد (۱۷۸۹). معروفترین اثر او «یادداشت‌هایی دربارهٔ تربیت فیزیکی کودکان» بود. این قرنی بود که با انقلاب‌های فرهنگی مشخص می‌شد، که در آن مفاهیم جدید علمی و آموزشی راه خود را باز می‌کردند، که فرتی سعی در گسترش آن‌ها داشت تا به کودکی حیثیت جدیدی ببخشد: «من از سایه پیش‌داوری دست می‌کشم و با تحقیر احساسات عامیانه، به نفع انسانیت بی‌گناه مسلح می‌شوم». با این حال او از مشکلات ناشی از زن بودنش آگاه بود، چنان‌که با تلخی در مقدمه اثر نوشت: «من، با این حال، از زن بودن دست نمی‌کشم، و بنابراین موضوعی هستم که ممکن است شایسته توجه کمی از سوی دیگران باشد».
نوشته‌های او قطعاً تحت تأثیر خواندن «امیل» روسو و آثار نیکولا آندری د بوارگار، رئیس دانشکده پزشکی پاریس و بنیانگذار ارتوپدی مدرن قرار داشت.
در کتاب، او علیه عمل رایج باندپیچی نوزادان اعتراض کرد، که ادعا می‌کرد می‌تواند منجر به آسیب‌ها و تغییر شکل‌ها شود، اعلام کرد که نوزادان باید بتوانند اندام خود را حرکت دهند. او از شیردهی حمایت کرد، عادتی که در آن زمان فقط توسط زنان طبقه پایین انجام می‌شد، در حالی که اشراف و بورژوازی ثروتمند یک دایه را در خانه نگه می‌داشتند یا نوزاد را به خانه او می‌فرستادند. ماریا توصیه کرد که: «سه ساعت پس از زایمان خوب است که زن نوزاد خود را به سینه خود بچسباند».